# Dupak
Dupak is een bestuurslaag in het regentschap Soerabaja van de provincie Oost-Java, Indonesië. Dupak telt 22.100 inwoners (volkstelling 2010).